# 実録アナタはこうしてダマされる!
実録アナタはこうしてダマされる!最凶サギの手口ワースト10（じつろくあなたはこうしてだまされる!さいきょうサギのてぐちワースト10）は、TBS系列の『水トク!』（第2期）で不定期に放送されているテレビ番組（教養番組）である。

## 放送年日時
| 回 | 放送年月日    | 放送時間（JST）   |
| -- | ------------- | ----------------- |
| 1  | 2013年1月30日 | 水曜19:00 - 20:54 |
| 2  | 2013年6月12日 | 水曜19:00 - 20:54 |
| 3  | 2014年1月8日  | 水曜18:45 - 20:54 |

## 司会者
- 田村淳（ロンドンブーツ1号2号）
- 船越英一郎

## 専門家
- 多田文明

## 主なスタッフ

### 2014年1月8日時点
- 作・構成：
- ナレーション：
- TM：
- MA：
- 編集：
- CG：
- 営業：
- 宣伝：
- 編成：
- 広報：
- AP：
- 演出：
- プロデューサー：
- チーフプロデューサー：
- 制作：TBS

## ネット局と放送時間

### 第1回
| 放送対象地域   | 放送局                    | 系列    | 放送日時                    | 遅れ       |
| -------------- | ------------------------- | ------- | --------------------------- | ---------- |
| 関東広域圏     | TBSテレビ（TBS）          | TBS系列 | 2013年1月30日 19:00 - 20:54 | 製作局     |
| 北海道         | 北海道放送（HBC）         | TBS系列 | 2013年1月30日 19:00 - 20:54 | 同時ネット |
| 岩手県         | IBC岩手放送（IBC）        | TBS系列 | 2013年1月30日 19:00 - 20:54 | 同時ネット |
| 宮城県         | 東北放送（TBC）           | TBS系列 | 2013年1月30日 19:00 - 20:54 | 同時ネット |
| 山形県         | テレビユー山形（TUY）     | TBS系列 | 2013年1月30日 19:00 - 20:54 | 同時ネット |
| 福島県         | テレビユー福島（TUF）     | TBS系列 | 2013年1月30日 19:00 - 20:54 | 同時ネット |
| 静岡県         | 静岡放送（SBS）           | TBS系列 | 2013年1月30日 19:00 - 20:54 | 同時ネット |
| 中京広域圏     | 中部日本放送（CBC）       | TBS系列 | 2013年1月30日 19:00 - 20:54 | 同時ネット |
| 富山県         | チューリップテレビ（TUT） | TBS系列 | 2013年1月30日 19:00 - 20:54 | 同時ネット |
| 石川県         | 北陸放送（MRO）           | TBS系列 | 2013年1月30日 19:00 - 20:54 | 同時ネット |
| 近畿広域圏     | 毎日放送（MBS）           | TBS系列 | 2013年1月30日 19:00 - 20:54 | 同時ネット |
| 広島県         | 中国放送（RCC）           | TBS系列 | 2013年1月30日 19:00 - 20:54 | 同時ネット |
| 愛媛県         | あいテレビ（ITV）         | TBS系列 | 2013年1月30日 19:00 - 20:54 | 同時ネット |
| 長崎県         | 長崎放送（NBC）           | TBS系列 | 2013年1月30日 19:00 - 20:54 | 同時ネット |
| 新潟県         | 新潟放送（BSN）           | TBS系列 | 2013年2月11日 13:55 - 15:50 | 12日遅れ   |
| 岡山県・香川県 | 山陽放送（RSK）           | TBS系列 | 2013年3月3日 13:00 - 15:00  | 32日遅れ   |
| 福岡県         | RKB毎日放送（RKB）        | TBS系列 | 2013年3月3日 15:00 - 17:00  | 32日遅れ   |
| 大分県         | 大分放送（OBS）           | TBS系列 | 2013年3月9日 14:00 - 15:54  | 38日遅れ   |
| 鳥取県・島根県 | 山陰放送（BSS）           | TBS系列 | 2013年4月6日 13:00 - 14:54  | 66日遅れ   |
| 沖縄県         | 琉球放送（RBC）           | TBS系列 | 2013年4月10日 14:55 - 16:53 | 70日遅れ   |

### 第2回
| 放送対象地域   | 放送局                    | 系列    | 放送日時                    | 遅れ       |
| -------------- | ------------------------- | ------- | --------------------------- | ---------- |
| 関東広域圏     | TBSテレビ（TBS）          | TBS系列 | 2013年6月12日 19:00 - 20:54 | 製作局     |
| 岩手県         | IBC岩手放送（IBC）        | TBS系列 | 2013年6月12日 19:00 - 20:54 | 同時ネット |
| 宮城県         | 東北放送（TBC）           | TBS系列 | 2013年6月12日 19:00 - 20:54 | 同時ネット |
| 山形県         | テレビユー山形（TUY）     | TBS系列 | 2013年6月12日 19:00 - 20:54 | 同時ネット |
| 福島県         | テレビユー福島（TUF）     | TBS系列 | 2013年6月12日 19:00 - 20:54 | 同時ネット |
| 静岡県         | 静岡放送（SBS）           | TBS系列 | 2013年6月12日 19:00 - 20:54 | 同時ネット |
| 中京広域圏     | 中部日本放送（CBC）       | TBS系列 | 2013年6月12日 19:00 - 20:54 | 同時ネット |
| 富山県         | チューリップテレビ（TUT） | TBS系列 | 2013年6月12日 19:00 - 20:54 | 同時ネット |
| 石川県         | 北陸放送（MRO）           | TBS系列 | 2013年6月12日 19:00 - 20:54 | 同時ネット |
| 広島県         | 中国放送（RCC）           | TBS系列 | 2013年6月12日 19:00 - 20:54 | 同時ネット |
| 愛媛県         | あいテレビ（ITV）         | TBS系列 | 2013年6月12日 19:00 - 20:54 | 同時ネット |
| 長崎県         | 長崎放送（NBC）           | TBS系列 | 2013年6月12日 19:00 - 20:54 | 同時ネット |
| 岡山県・香川県 | 山陽放送（RSK）           | TBS系列 | 2013年6月22日 15:00 - 16:54 | 10日遅れ   |
| 新潟県         | 新潟放送（BSN）           | TBS系列 | 2013年7月3日 23:58 - 25:49  | 21日遅れ   |
| 近畿広域圏     | 毎日放送（MBS）           | TBS系列 | 2013年7月21日 12:54 - 14:58 | 39日遅れ   |
| 北海道         | 北海道放送（HBC）         | TBS系列 | 2013年7月27日 12:09 - 14:05 | 45日遅れ   |

### 第3回
| 放送対象地域 | 放送局                | 系列    | 放送日時                    | 遅れ                    |
| ------------ | --------------------- | ------- | --------------------------- | ----------------------- |
| 関東広域圏   | TBSテレビ（TBS）      | TBS系列 | 2014年1月8日 18:45 - 20:54  | 製作局                  |
| 石川県       | 北陸放送（MRO）       | TBS系列 | 2014年1月8日 18:45 - 20:54  | 同時ネット              |
| 北海道       | 北海道放送（HBC）     | TBS系列 | 2014年1月8日 19:00 - 20:54  | 同時ネット （飛び乗り） |
| 岩手県       | IBC岩手放送（IBC）    | TBS系列 | 2014年1月8日 19:00 - 20:54  | 同時ネット （飛び乗り） |
| 宮城県       | 東北放送（TBC）       | TBS系列 | 2014年1月8日 19:00 - 20:54  | 同時ネット （飛び乗り） |
| 山形県       | テレビユー山形（TUY） | TBS系列 | 2014年1月8日 19:00 - 20:54  | 同時ネット （飛び乗り） |
| 福島県       | テレビユー福島（TUF） | TBS系列 | 2014年1月8日 19:00 - 20:54  | 同時ネット （飛び乗り） |
| 新潟県       | 新潟放送（BSN）       | TBS系列 | 2014年1月8日 19:00 - 20:54  | 同時ネット （飛び乗り） |
| 静岡県       | 静岡放送（SBS）       | TBS系列 | 2014年1月8日 19:00 - 20:54  | 同時ネット （飛び乗り） |
| 中京広域圏   | 中部日本放送（CBC）   | TBS系列 | 2014年1月8日 19:00 - 20:54  | 同時ネット （飛び乗り） |
| 近畿広域圏   | 毎日放送（MBS）       | TBS系列 | 2014年1月8日 19:00 - 20:54  | 同時ネット （飛び乗り） |
| 広島県       | 中国放送（RCC）       | TBS系列 | 2014年1月8日 19:00 - 20:54  | 同時ネット （飛び乗り） |
| 愛媛県       | あいテレビ（ITV）     | TBS系列 | 2014年1月8日 19:00 - 20:54  | 同時ネット （飛び乗り） |
| 長崎県       | 長崎放送（NBC）       | TBS系列 | 2014年1月8日 19:00 - 20:54  | 同時ネット （飛び乗り） |
| 長野県       | 信越放送（SBC）       | TBS系列 | 2014年1月18日 12:10 - 14:00 | 10日遅れ                |